# Bacilio Ramos
Pour les articles homonymes, voir Ramos.
Ramos  Ticano est un nom espagnol. Le premier nom de famille, en général paternel, est Ramos ; le second, en général maternel, souvent omis, est Ticano.
Bacilio Ramos Ticano, né le 25 août 1989, est un coureur cycliste bolivien.

## Palmarès
- 2011
  -  Champion d'Amérique du Sud du contre-la-montre espoirs
  -  Médaillé d'argent du championnat d'Amérique du Sud sur route espoirs
  - 3e du championnat de Bolivie du contre-la-montre espoirs
- 2012
  - 2e du championnat de Bolivie du contre-la-montre
- 2013
  -  Champion de Bolivie du contre-la-montre
- 2014
  - 3e du championnat de Bolivie du contre-la-montre
- 2015
  - 2e du championnat de Bolivie sur route
  - 3e du championnat de Bolivie du contre-la-montre
- 2016
  - 2e du championnat de Bolivie du contre-la-montre
  - 3e du championnat de Bolivie sur route
- 2017
  -  Champion de Bolivie sur route
- 2018
  - 2e du championnat de Bolivie du contre-la-montre
- 2019
  -  Champion de Bolivie du contre-la-montre
- 2020
  - 2e du championnat de Bolivie du contre-la-montre

## Classements mondiaux
| Année            | 2013 | 2014 | 2015 | 2016 |
| ---------------- | ---- | ---- | ---- | ---- |
| UCI America Tour | 270e | 243e |      | 160e |